# Bud Tingelstad
 Bud Tingelstad  és un pilot estatunidenc de curses automobilístiques nascut el 4 d'abril del 1928 a Frazee, Minnesota.
Bud Tingelstad va córrer a la Champ Car a les temporades 1960-1971 incloent-hi la cursa de les 500 milles d'Indianapolis de tots aquests anys (menys les edicions de 1961 i 1970).
Tingelstad va morir d'un atac de cor el 30 de juliol del 1981 a Indianapolis, Indiana.

## Resultats a la Indy 500
| Any    | Cotxe  | Sortida | Vel. mitja | Ranking | Final  | Voltes | V. líder | Retirat          |
| ------ | ------ | ------- | ---------- | ------- | ------ | ------ | -------- | ---------------- |
| 1960   | 18     | 28      | 142.354    | 29      | 9      | 200    | 0        | Va acabar        |
| 1962   | 5      | 10      | 147.753    | 10      | 15     | 200    | 0        | Va acabar        |
| 1963   | 54     | 25      | 148.227    | 27      | 28     | 46     | 0        | Accident         |
| 1964   | 15     | 19      | 151.210    | 26      | 6      | 198    | 0        | a 2 voltes       |
| 1965   | 5      | 24      | 154.672    | 23      | 16     | 115    | 0        | Accident         |
| 1966   | 22     | 27      | 159.144    | 26      | 21     | 16     | 0        | Sobreescalfament |
| 1967   | 10     | 25      | 163.228    | 22      | 14     | 182    | 0        | Virolla          |
| 1968   | 10     | 18      | 164.444    | 17      | 16     | 158    | 0        | Pressió de l'oli |
| 1969   | 15     | 18      | 166.597    | 18      | 15     | 155    | 0        | Motor            |
| 1971   | 58     | 17      | 170.156    | 24      | 7      | 198    | 0        | a 2 voltes       |
| Totals | Totals | Totals  | Totals     | Totals  | Totals | 1468   | 0        |                  |

| Curses       | 10 |
| Poles        | 0  |
| Voltes líder | 0  |
| Victòries    | 0  |
| Top 5        | 0  |
| Top 10       | 3  |
| Retirades    | 6  |

## A la F1
El Gran Premi d'Indianapolis 500 va formar part del calendari del campionat del món de la Fórmula 1 entre les temporades 1950 a la 1960.
Els pilots que competien a la Indy durant aquests anys també eren comptabilitzats pel campionat de la F1.
Bud Tingelstad va participar en 1 cursa de F1, debutant al Gran Premi d'Indianapolis 500 del 1960.

### Palmarès a la F1
- Participacions: 1
- Poles: 0
- Voltes Ràpides: 0
- Victòries: 0
- Podiums: 0
- Punts vàlids per la F1: 0